# Ліннулахт (природоохоронна територія)
Лі́ннулахт (ест. Linnulaht) — природоохоронна територія, розташована на острові Сааремаа, що на заході Естонії. Створена в 1927 році з метою збереження природного комплексу однойменного озера як важливого пункту на шляху перелітних птахів. Сучасна заповідна площа становить 285,4 га. Входить до європейської мережі природоохоронних об'єктів Natura 2000.

## Історія
Назва природоохоронної установи в перекладі означає «Пташина затока», давнішня назва — затока Вайке («Мала затока»). Це обумовлено тим, що в давнину озеро Ліннулахт було лагуною, яка відокремилась від акваторії Балтійського моря внаслідок підняття земної кори.
Природоохоронці звернули увагу на біологічні ресурси Ліннулахта ще у період становлення заповідної справи в Естонії. Вже у 1927 році тут ввели обмеження на природокористування на площі 283,9 га. Пізніше її дещо розширили, тому сучасна площа заповідних теренів становить 285,4 га, включно з 210,9 га суходолу і 74,5 га акваторії. Оскільки птахи є головним і найбільш помітним об'єктом охорони Ліннулахта, то спочатку заповідний режим був спрямований на збереження саме їхніх оселищ: навколо озера заборонили полювати, збирати яйця, руйнувати гнізда і турбувати пернатих. Пізніше охоронний режим став суворішим і поширився на усі види живих організмів, тепер навколо Ліннулахта заборонена будь-яка діяльність і перебування людей, виняток адміністрація Курессааре робить лише для науковців. Наукові спостереження на озері ведуться регулярно. Ліннулахт включений до європейської мережі природоохоронних територій Natura 2000.

## Географія
Природоохоронний об'єкт Ліннулахт розташований на заході Естонії, в повіті Сааремаа, у волості Сааремаа (до 2014 року входив до волості Каарма). Його територія адміністративно приналежна муніципалітетові Курессааре. Окрім цього міста, поряд з кордонами охоронюваної зони знаходиться тільки один населений пункт — село Лагекюла.
Природоохоронна територія Ліннулахт має рівнинний рельєф. Найбільшим природним об'єктом в її межах виступає озеро Ліннулахт. Окрім нього, єдиною водоймою є струмок Калааауґу, що витікає з озера. Таким чином площа суходолу становить 210,9 га, а 74,5 га припадає на акваторію. Довжина озера Ліннулахт сягає майже 2700 м, ширина в середньому становить 600 м. Водойма має еліптичну форму, причому її західний берег майже рівний, а східний має декілька крихітних півостровів вигадливої форми. В озері є невеликий острів. Береги водойми пологі, вкриті лісом, луками та очеретяними заростями. Озеро Ліннулахт мілководне, з каламутною водою, влітку сильно заростає водними рослинами. В межах охоронної зони поширені бідні карбонатні ґрунти.

## Флора і фауна

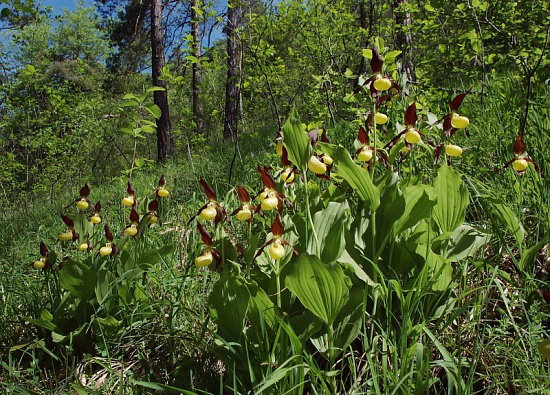
Зозулині черевички справжні.

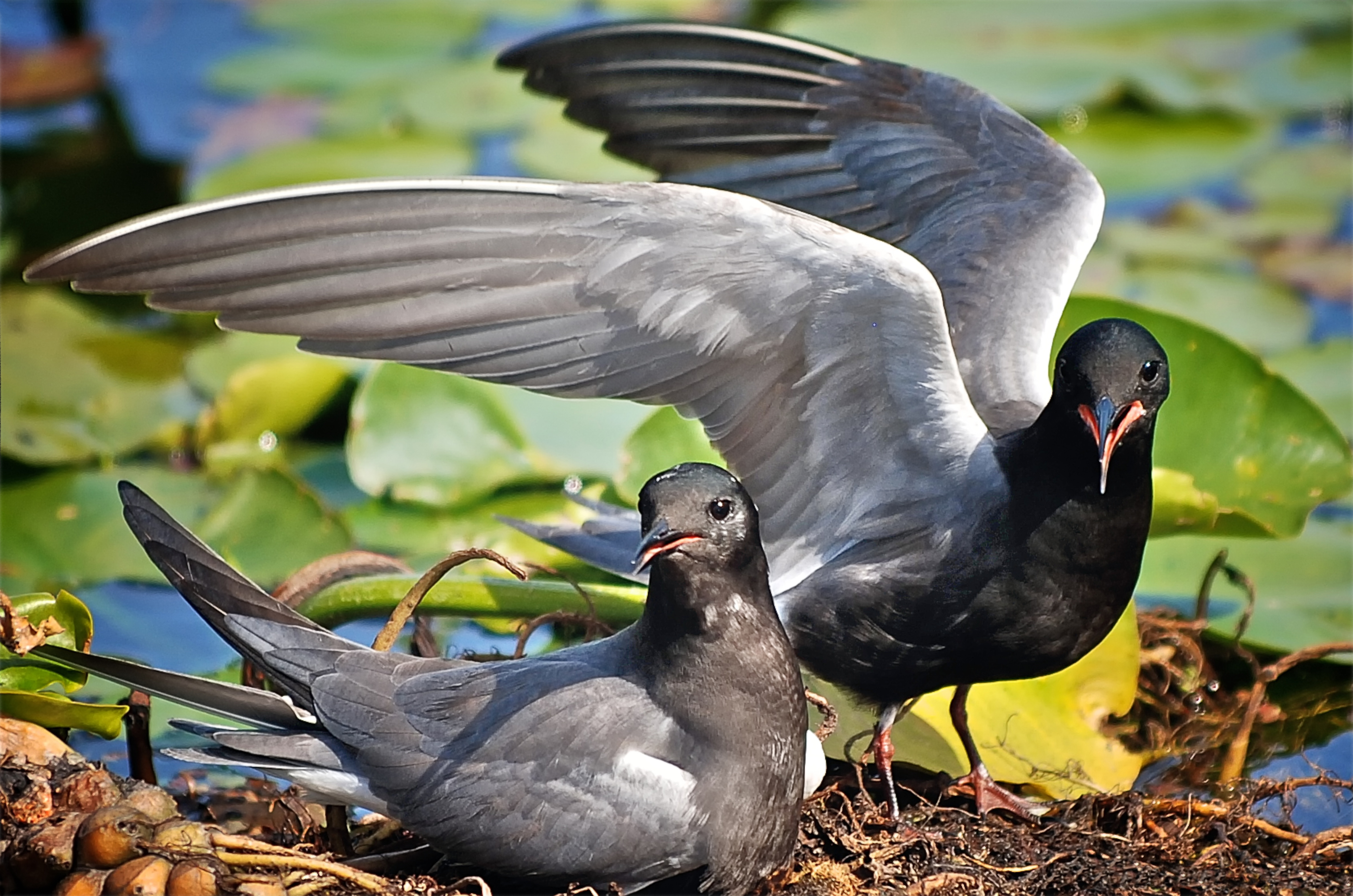
Крячки чорні на гнізді.

Рослинність природоохоронної території Ліннулахт представлена такими біоценозами: заростями макрофітів на мілководдях, альварами двох типів (чагарниковими заростями з ялівцю звичайного і різнотравними луками), рослинними асоціаціями з домінуванням безколінця блакитного і меч-трави болотяної, низинними болотами, перестійними лісами.
З-поміж рідкісних для Естонії рослин в околицях Ліннулахта переважають різноманітні орхідеї. Вони ростуть здебільшого на альварних луках, чиї бідні вапнякові ґрунти цим видам особливо до вподоби. Зокрема тут можна натрапити на зозулинці чоловічий і шоломоносний, комашник мухоносний. Ще два раритети — приваблива орхідея зозулині черевички справжні і непоказні зозулині сльози яйцелисті — зростають у лісах. Серед рідкісних рослин інших систематичних груп уваги заслуговують характерний для прибережних лук Tetragonolobus maritimus, меч-трава болотяна, що тяжіє до низинних боліт, і різуха велика, яка домінує на мілководдях серед зануреної у воду рослинності. Також під охороною в Естонії знаходиться ялівець звичайний, хоча у цій місцевості він не рідкісний.
Невелика площа природоохоронної території Ліннулахт не сприяє поселенню великих тварин, тому тут практично немає звірів. Натомість приморські луки, болота і прибережні зарості вельми привабливі для коловодних птахів. На прольотах численні, а влітку також і гніздуються мартини малі, крячки річкові та чорні. Менш численні мешканці очеретяних хащ, які ведуть більш прихований спосіб життя: бугай, пірникози велика і сірощока. Також в околицях Ліннулахта регулярно спостерігають журавлів сірих.
Безхребетні Ліннулахта досліджені мало. Для озера типові два види м'якунів — равлик-завиток лівозакручений і равлик-завиток чотиризубий, на які також поширюється охорона.